# Sergej Lazarev
Sergej Vjačeslavovič Lazarev (rusky Сергей Вячеславович Лазарев, * 1. dubna 1983 Moskva, Sovětský svaz) je ruský zpěvák, tanečník, moderátor a herec. Ve známost vešel roku 2002 jako člen chlapecké hudební skupiny Smash!! a po jejím rozpadu se vydal na sólovou dráhu.

## Kariéra
Narodil se 1. dubna 1983 v Moskvě. Od svých 4 let se věnoval gymnastice, v 8 letech však sport opustil a začal se věnovat hudbě. Ve 12 letech se přidal ke skupině Непоседы (Neposedové) a v se setkal s Vladem Topalovem, s nímž ve svých 17 letech, v roce 2002, založil duo Smash!!. Téhož roku zvítězili v mezinárodní soutěži New Wave a podepsali kontrakt s nahrávací společností Universal Music Rusko na vydání dvou alb. V roce 2004 se však dvojice rozešla a Lazarev se vydal na sólovou dráhu.
Vedle své rozvíjející se hudební kariéry v roce 1999 začal studovat herectví na škole při Moskevském akademickém uměleckém divadle. Všiml si ho Roman Kozak a obsadil do titulní role v Romeovi a Julii. Lazarev pak absolvoval v roce 2003 rolí Aljoši v Dostojevského Bratrech Karamazových. Poté byl obsazen v Puškinově divadle do hudební komedie Kena Ludwiga Одолжите тенора! (Půjčte mi tenora!), za niž dostal Křišťálovou Turandot 2005 pro nejlepší debut.
V roce 2016 se zúčastnil soutěže Eurovision Song Contest, kde reprezentoval Rusko a obsadil 3. místo s písní „You Are The Only One“. Rusko reprezentoval také na Eurovision Song Contest 2019, kde opět skončil na 3. místě.